# Bernd Lukas
Bernd Lukas (* 1939/1940; † 2007) war ein deutscher Handballspieler.

## Werdegang
Als Spieler des BSV 92 Berlin wurde Lukas 1964 deutscher Hallenhandballmeister.
Mit der bundesdeutschen Nationalmannschaft nahm er an den Hallenweltmeisterschaften 1964 und 1967 teil. Er bestritt ebenfalls zwei Weltmeisterschaften im Feldhandball und wurde 1963 Vizeweltmeister. Insgesamt wurde er bis 1969 in 48 Länderspielen eingesetzt.
Lukas wechselte 1970 zum TV 48 Erlangen und war dort als Spielertrainer tätig. Als solcher führte er die Erlanger Mannschaft im Jahr 1972 zum Gewinn der Bayern-Meisterschaft im Feldhandball. Er war beim TV 48 Erlangen auch am Aufbau einer Tennisabteilung beteiligt. Ab 1992 war er Träger des Ehrenrings des BSV 92 Berlin.